# Neogymnocrinus richeri
Neogymnocrinus richeri is een zeelelie uit de familie Sclerocrinidae.
De wetenschappelijke naam van de soort werd in 1987 gepubliceerd door J.-P. Bourseau, N. Améziane-Cominardi & Michel Roux.